# Karamuramu Island
Karamuramu Island ist eine kleine Insel in der Tāmaki Strait im Norden von Neuseeland.

## Geographie
Karamuramu Island befindet sich rund 230 m südlich von Pakihi Island, auch Sandspit Island genannt, und rund 1,15 km ostnordöstlich vom Korerurahi Point entfernt, der rund 35 km ostsüdöstlich vom Stadtzentrum von Auckland in die Tāmaki Strait hineinragt. Die Insel besitzt eine Länge von rund 620 m in Nord-Süd-Richtung und eine maximale Breite von rund 295 m in Ost-West-Richtung. Ihre Größe beträgt 12 Hektar.

## Nutzung
Die Insel wird als Steinbruch genutzt. Der rötlichbraune Stein, der in Neuseeland als Hornstein (chert) oder "McCallum-Chip" bekannt ist, wird in der Stadt Auckland als dekorativer Sein für Pflasterplatten und als Splitt zu Versiegelungszwecken genutzt.

## Trivia
Im März 2017 staunten Arbeiter des Steinbruchs nicht schlecht, als sie eines Morgens eine Kuh auf Karamuramu Island vorfanden. Sie wurde in einem Sturm von den Fluten des Wairoa River, der westlich der Insel in die Tāmaki Strait mündet, erfasst und konnte sich auf die Insel retten. Sie überlebte dort ein paar Tage und wurde, bevor sie wieder auf die Farm zurückgebracht wurde, von den Arbeitern der Insel gefüttert. Die Geschichte war seinerzeit eine Nachricht in den Medien wert.